# Fronteira El Salvador–Guatemala
A fronteira entre El Salvador e Guatemala é uma linha de 203 km de extensão no sentido nordeste-sudoeste, ao noroeste de El Salvador, e que separa o país do território da Guatemala. De norte para sul, inicia-se na tríplice fronteira dos dois países com Honduras, nas proximidades do pico Monte Cristo no Parque Nacional dos Vulcões, estendendo-se para o sudoeste até ao litoral  do Oceano Pacífico, seguindo no seu trecho final o Rio Paz. Separa a província de Jutiapa da Guatemala das províncias de Ahuachapan (norte) e Santa Ana de El Salvador.
Foi criada entre 1821, quando El Salvador se separou da Guatemala para se juntar ao México e foi confirmada pela independência salvadorenha em 1856.
Uma comissão mista de limites concluiu a construção de 530 monumentos e pilares ao longo da fronteira em 1940.